# المعهد الوطني للعلوم الفلاحية (الجزائر)
المدرسة الوطنية العليا للفلاحة، في الجزائر المعروفة سابقا بأسم المعهد الوطني العلوم الفلاحية هي المدرسة الوحيدة التي تدرب المهندسين الفلاحة في الجزائر. وهي تقع في (الحراش، الجزائر).
هي مؤسسة جزائرية عمومية للتعليم العالي تحت إشراف وزارة التعليم العالي والبحث العلمي، تأسست عام 1905 م

## القبول
قبول الطلاب في المدرسة الوطنية العليا للفلاحة يجب أن يحملوا درجة البكالوريا في المجالات التالية
- بكالوريا: علوم تجريبية
- البكالوريا الرياضيات
- البكالوريا: الرياضيات والهندسة

## التكوين
ويبلغ عدد موظفيها 170من المدرسين والباحثين (في عام 2012)، وتهدف المدرسة لتدريب المهندسين والماجستير في الهندسة الفلاحية بعد 5 سنوات من الدراسة. وتشمل تسعة أقسام مع أكثر من خمسة عشر تخصص:
- قسم النبات: أمراض النبات
- قسم الاقتصاد الريفي: إدارة الأعمال الزراعية + الزراعية والاقتصاد الريفي
- قسم الغابات: الغابات + حماية الطبيعة
- قسم الهندسة الزراعية: المياه الزراعية + التكنولوجيا الزراعية والآلات الزراعية
- قسم علوم التربة: علوم التربة
- قسم تكنولوجيا الأغذية: الصناعات الغذائية الغذاء + التكنولوجيا والتغذية البشرية
- قسم علم الحيوان: الإنتاج الحيواني
- قسم النبات: الإنتاج النباتي
- قسم الزراعة والغابات علم الحيوان: وقاية النبات + الحشرات الزراعية

## صور
|  |  |  |

|  |  |  |

## وصلات خارجية
- الموقع الرسمي للمدرسة بالفرنسية